# 손별이
손별이(1992년 4월 11일 ~ )는 대한민국의 개그우먼 겸 연극배우다. KBS 31기 공채 개그맨으로 데뷔했으며 주로 어린이 역할을 한다. 또한 개인 채널인 방울이tv(유튜브 채널)를 운영하고 있다.

## 출연 작품

### 개그콘서트
- '핵갈린 늬우스': 여자 앵커 역(2016년 11월 20일~2017년 5월 7일)
- '올라옵 Show': 성우역(2017년 10월 15일~2018년 5월 13일)
- '수호천사': 수호천사 역(목소리 출연,2017년 4월 2일~2017년 5월 7일)
- '봉숭아 학당': 애니 역(2018년 3월 25일,2018년 4월 1일)

## 방울이tv 업로드 시간
월요일: 휴일
화요일: 연령대별 공감,알바고(종영함)
수요일: 휴일
목요일: 연령대별 공감 or 방울이의 하루,
금요일: 딸랑예술학교
토요일: 일찐여고(종영함)</ref>,띠리루 어린이집,방뎅이 탐정
일요일: 휴일,모아보기